# BT Tower
BT Tower (pierwotnie Post Office Tower) – maszt radiowy znajdujący się w Londynie (Wielka Brytania), należący do BT Group. Główna część konstrukcji mierzy 177 metrów, a wraz ze znajdującymi się na niej antenami – 189 metrów wysokości.
W 1962 roku, już w trakcie budowy BT Tower przewyższyła katedrę św. Pawła, stając się najwyższym budynkiem w Londynie. Następnie przewyższyła budowaną Millbank Tower, stając się ponownie najwyższym budynkiem Londynu, a także Wielkiej Brytanii. Tytuł ten należał do BT Tower do 1980 roku, kiedy ukończono budowę Tower 42.
Budowa wieży została zlecona przez General Post Office (GPO). Jej głównym zadaniem było podtrzymywanie anten mikrofalowych, wykorzystywanych do komunikacji pomiędzy Londynem a resztą kraju, jako część sieci British Telecom. Zastąpiła ona stalową wieżę, zbudowaną na dachu sąsiadującego muzealnej centrali telefonicznej z lat 40. XX wieku, zapewniającą łącze telewizyjne pomiędzy Londynem a Birmingham. Wyższa struktura była niezbędna wobec planów budowy wieżowców w Londynie, mogących utrudnić rozchodzenie się sygnałów o dużych częstotliwościach. 
Wieża została zaprojektowana przez architektów Ministerstwa Budownictwa i Robót Publicznych, na czele których stali Eric Bedford i G. R. Yeats. Początkowo konstrukcja miała mieć 111 metrów wysokości, z fundamentami sięgającymi 53 metrów w głąb ziemi. Budowa BT Tower rozpoczęła się w czerwcu 1961 roku, a koszt całości przedsięwzięcia wyniósł 2,5 miliona funtów. 
Wieża została ukończona 15 lipca 1964 roku, a oficjalne otwarcie przez ówczesnego premiera Wielkiej Brytanii Harolda Wilsona, odbyło się 8 października 1965. 
Poza urządzeniami komunikacyjnymi i biurami, w wieży znajduje się sklep z pamiątkami, platforma widokowa i obrotowa restauracja „Top of the Tower”, usytuowana na 34. piętrze. 
W 2003 roku BT Tower została wpisana do rejestru zabytków jako obiekt II klasy.

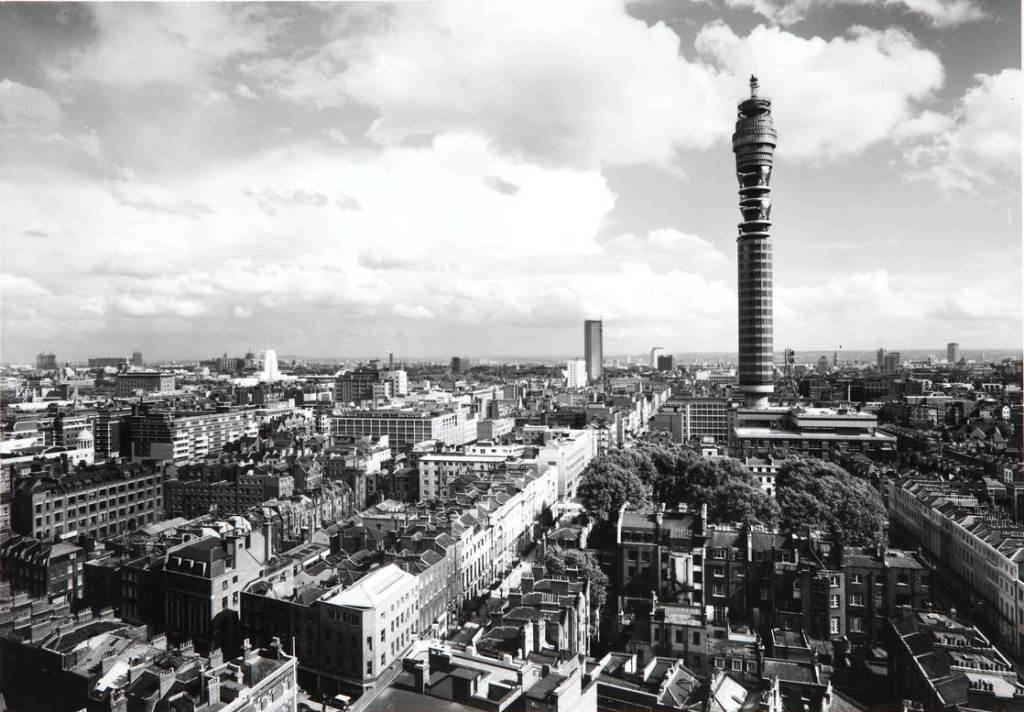
Post Office Tower podczas budowy w latach 60. XX wieku
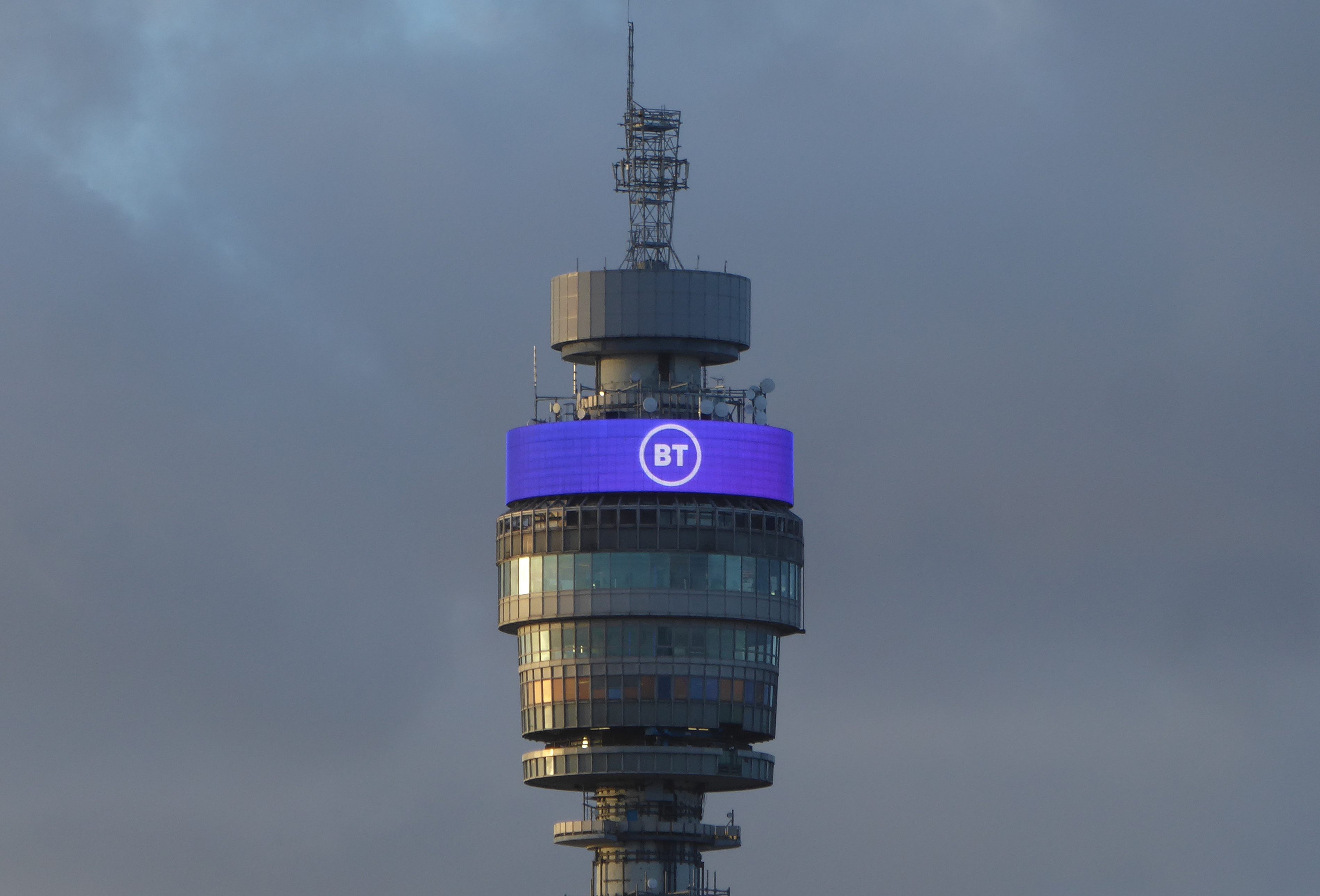
Szczyt wieży
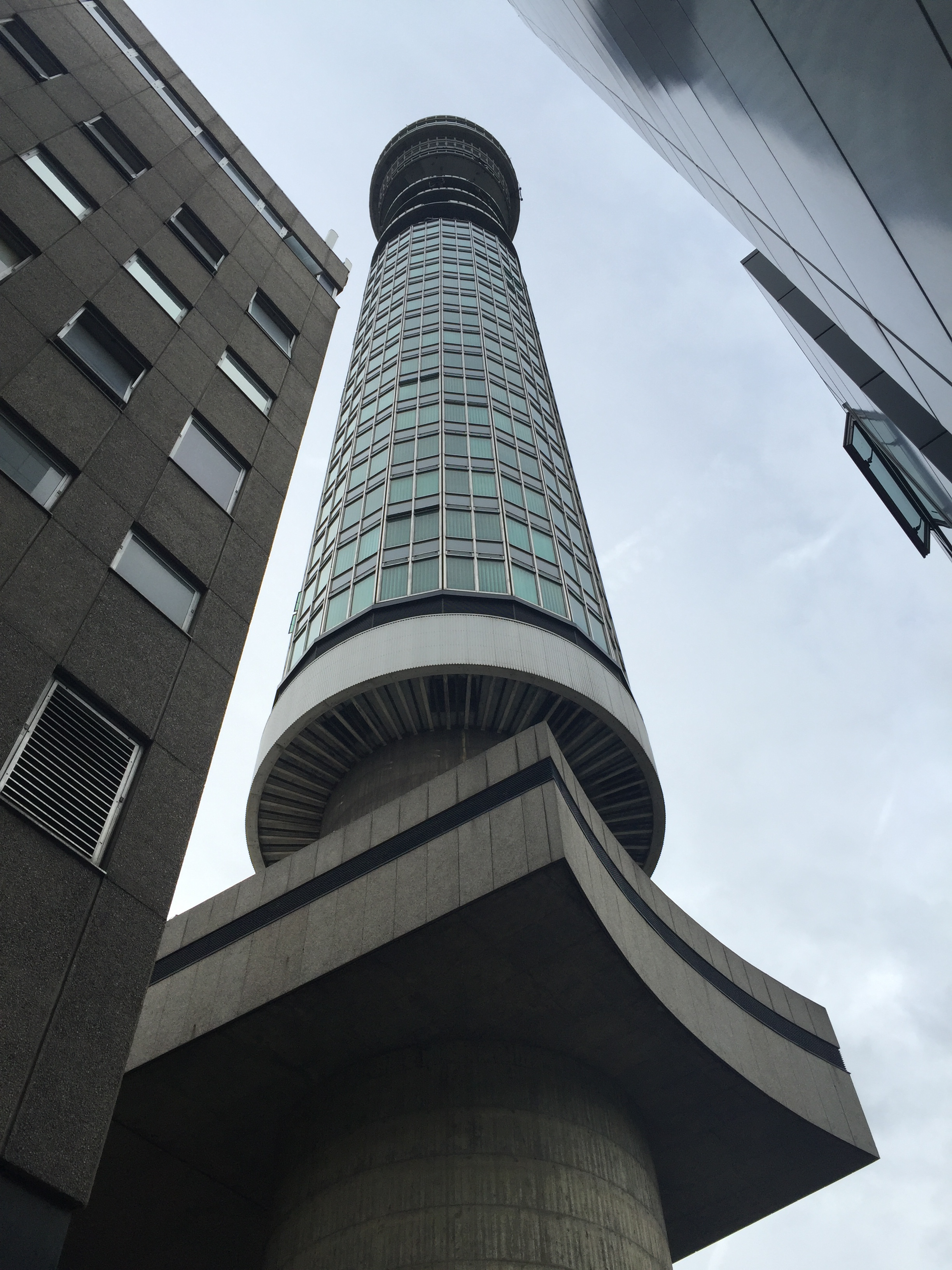
Widok z dołu